# Estación de Urbinaga
Urbinaga es una estación del Metro de Bilbao de superficie, situada en el barrio de Simondrogas, municipio de Sestao, e inaugurada el 13 de abril del 2002.
Su tarifa corresponde a la de la zona 2. 
Es una estación con un revolucionario diseño adaptado a una difícil orografía: al aire libre, en altura sobre las vías de la línea C-2 de RENFE Cercanías, en curva y en cuesta.
Dispone de un pequeño aparcamiento gratuito.
La ubicación de la estación, sin mucha población alrededor, obedece a la intención de crear una estación intermodal con RENFE Cercanías, aprovechando el discurrir de las vías de las líneas C-1 y C-2 bajo el viaducto del metro. La situación convierte a esta estación en estratégica para una intermodalidad entre los dos medios de transporte, a los que se han sumado más tarde los proyectos de Tranvía UPV - Leioa - Urbinaga y el Tranvía de Barakaldo.

## Futura intermodal
La financiación de la futura intermodal, tras ser firmado el convenio para su construcción, correría a partes iguales entre ADIF y el Consorcio de Transportes de Bizkaia. Estaba previsto que se llevase a cabo por fases, y la primera de ellas se iniciará en otoño de 2011, con la instalación de las vías y el electrificado, que costaría 2,4 millones de euros. Más tarde, se desviarían las vías del tren para construir los andenes y la comunicación entre estos y el edificio de la estación ya existente. Sin embargo, no ha sido hasta el 28 de julio de 2017 en que se anunció la aprobación por parte del Ministerio de Medio Ambiente del informe de impacto ambiental. La iniciativa quedó así lista para sacar a concurso sus obras.

## Accesos

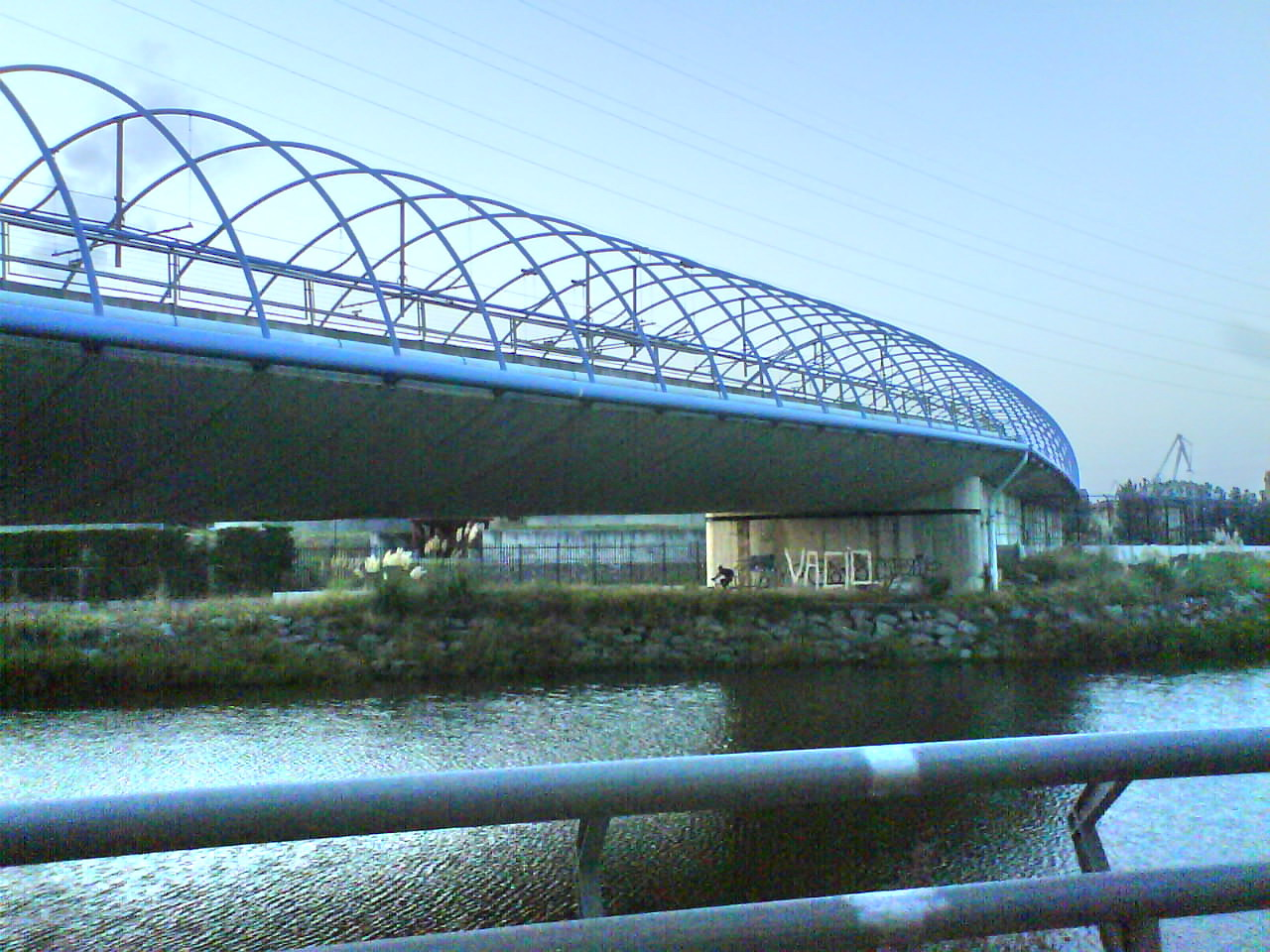
Viaducto de la estación de Urbinaga.

- Calle del Maestro José
- Calle del Maestro José

## Galería

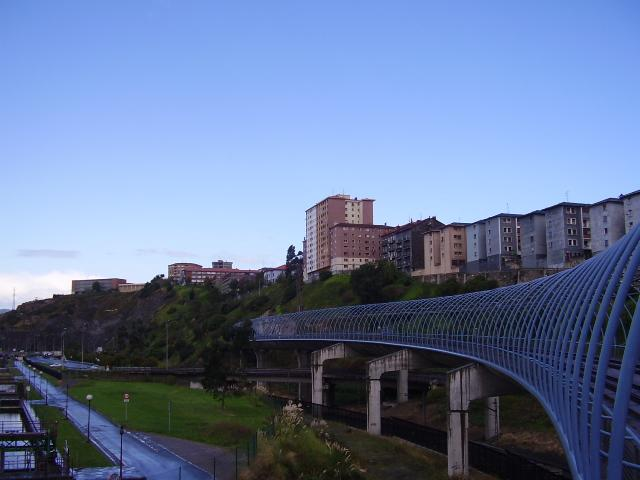
Viaducto de Urbinaga desde el metro
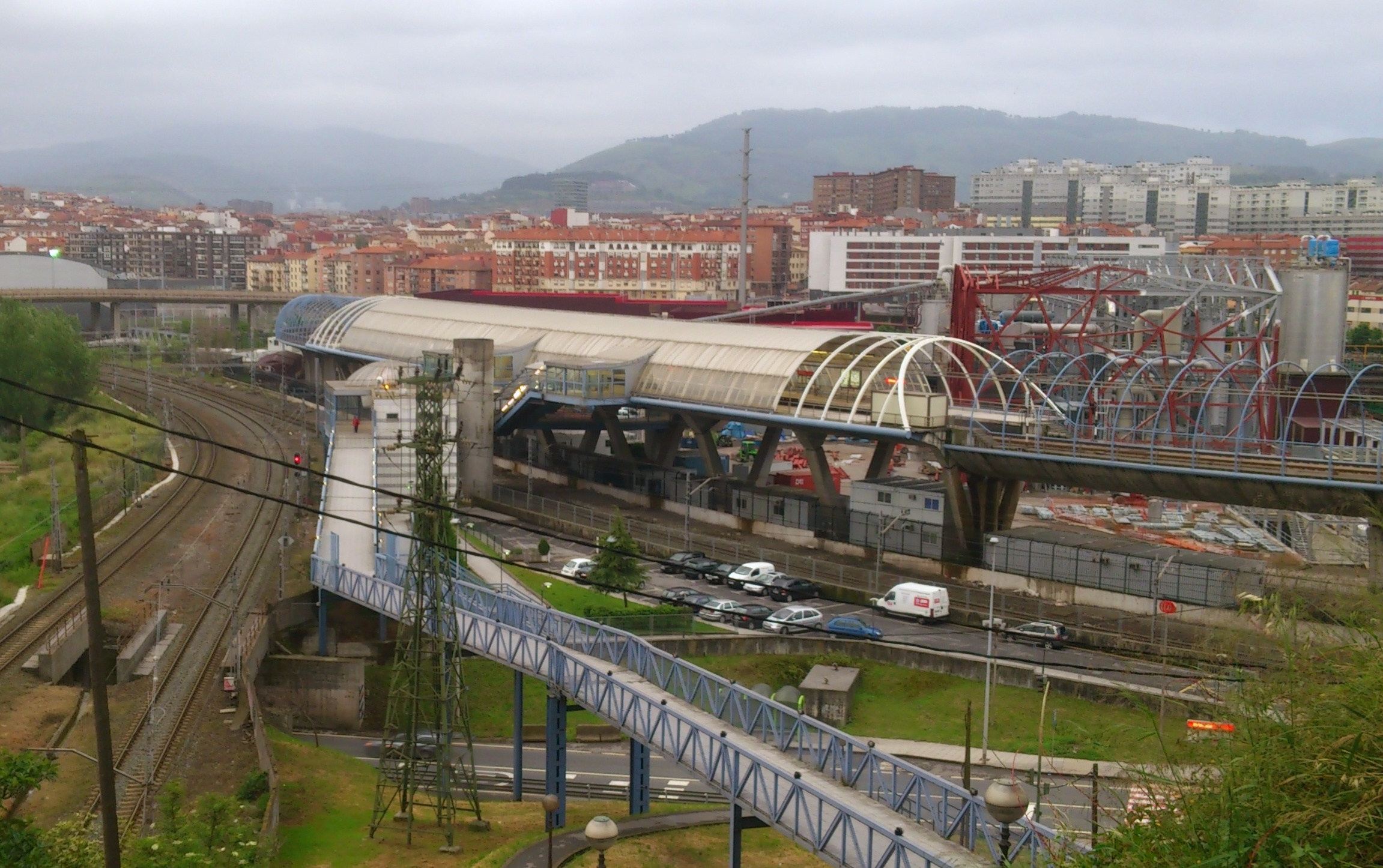
Edificio de la estación
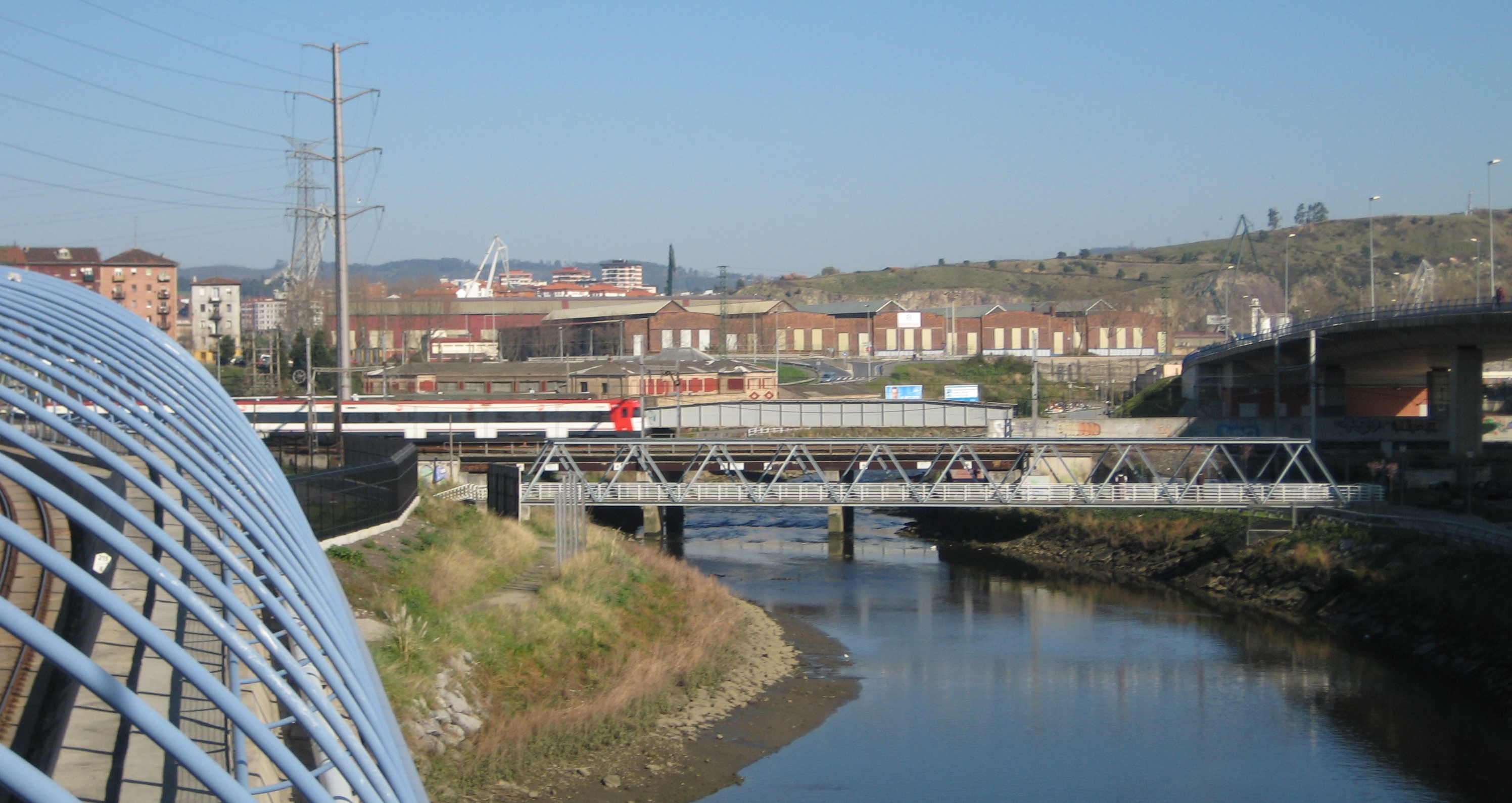
Viaducto de Urbinaga y tren de cercanías Renfe